# Arabidopsis halleri
Arabidopsis halleri (syn. Cardaminopsis halleri (L.) Hayek) — вид квіткових рослин родини капустяних (Brassicaceae).

## Біоморфологічна характеристика
Це багаторічна трава з листковою розеткою. Стебла прямі або висхідні, здебільшого зігнуті, 15–50 см заввишки, голі чи запушені. Приземні листки на ніжках, цілокраї з круглою серцеподібною лопаттю чи ліроподібно перисті з великим кінцевим сегментом, запушені. Стеблові листки від яйцеподібних до вузькоеліптичних, зазвичай з двома або більше тупими зубцями. Суцвіття 15–20-квіткові. Пелюстки довжиною 4–6 мм, білі або рожеві. Насіння довжиною близько 1 мм.

## Поширення
Росте у Європі й на сході Азії.
В Україні росте на пісковиках і сланцях у субальпійському та альпійському поясах Карпат, Закарпаття та Передкарпаття.